# Championnat du Vietnam de football 1982-1983
Navigation
Saison précédente Saison suivante
La saison 1982-1983 du Championnat du Viêt Nam de football est la troisième édition du championnat de première division au Viêt Nam. Dix-sept clubs s'affrontent lors d'une édition disputée à échelle nationale. Les équipes sont réparties en deux groupes, qui voit les quatre premiers se qualifier pour la deuxième phase et le dernier disputer un barrage de relégation. Lors de la seconde phase, les huit équipes qualifiées sont à nouveau réparties en deux groupes, dont le vainqueur dispute la finale nationale.
C'est le tenant du titre, le club de Câu Lac Bô Quân Dôi, qui remporte à nouveau le titre après avoir battu Hai Quan en finale nationale. C'est le 2e titre de champion de Viêt Nam de l'histoire du club.

## Les clubs participants
| - Công An Hà Nội - Quan Khu - Cang Sai Gon - Công nhân Nghĩa Bình - An Giang - Promu de D2 - Than Quang Ninh | - Tông Cuc Düòng Sát - Phong Khong - Cong An Ho Chi Minh - Cang Hai Phong - Tay Ninh - CNXD Hai Noi | - Hai Quan - Quan Khu Thu Do - Cong Nghiep Ha Nam Dinh - Promu de D2 - Phu Khanh - Câu Lac Bô Quân Dôi |

## Compétition
Le barème utilisé pour établir les différents classement est le suivant :
- Victoire : 2 points
- Match nul : 1 point
- Défaite : 0 point

### Première phase
| Rang | Équipe                   | Pts | J  | G | N | P | Bp | Bc | Diff |
| ---- | ------------------------ | --- | -- | - | - | - | -- | -- | ---- |
| 1    | Tông Cuc Düòng Sát       | 16  | 14 | 4 | 8 | 2 | 13 | 9  | +4   |
| 2    | CNXD Hai Noi             | 16  | 14 | 5 | 6 | 3 | 13 | 10 | +3   |
| 3    | Cang Hai Phong           | 16  | 14 | 6 | 4 | 4 | 15 | 14 | +1   |
| 4    | Phong Khong              | 15  | 14 | 4 | 7 | 3 | 16 | 14 | +2   |
| 5    | Quan Khu Thu Do          | 14  | 14 | 4 | 6 | 4 | 11 | 12 | -1   |
| 6    | Cong Nghiep Ha Nam DinhP | 12  | 14 | 3 | 6 | 5 | 12 | 13 | -1   |
| 7    | Công An Hà Nội           | 12  | 14 | 2 | 8 | 4 | 13 | 16 | -3   |
| 8    | Quan Khu                 | 11  | 14 | 2 | 7 | 5 | 8  | 13 | -5   |

| Rang | Équipe               | Pts | J  | G  | N | P  | Bp | Bc | Diff |
| ---- | -------------------- | --- | -- | -- | - | -- | -- | -- | ---- |
| 1    | Câu Lac Bô Quân DôiT | 26  | 16 | 12 | 2 | 2  | 32 | 13 | +19  |
| 2    | Hai Quan             | 21  | 16 | 7  | 7 | 2  | 27 | 17 | +10  |
| 3    | Cang Sai Gon         | 20  | 16 | 6  | 8 | 2  | 20 | 12 | +8   |
| 4    | Cong An Ho Chi Minh  | 20  | 16 | 6  | 8 | 2  | 21 | 14 | +7   |
| 5    | Công nhân Nghĩa Bình | 16  | 16 | 6  | 4 | 6  | 13 | 15 | -2   |
| 6    | Than Quang Ninh      | 13  | 16 | 4  | 5 | 7  | 13 | 16 | -3   |
| 7    | Phu Khanh            | 13  | 16 | 4  | 5 | 7  | 15 | 20 | -5   |
| 8    | An GiangP            | 10  | 16 | 3  | 4 | 9  | 9  | 19 | -10  |
| 9    | Tay Ninh             | 5   | 16 | 2  | 1 | 13 | 14 | 38 | -24  |

### Deuxième phase
| Rang | Équipe              | Pts | J | G | N | P | Bp | Bc | Diff |
| ---- | ------------------- | --- | - | - | - | - | -- | -- | ---- |
| 1    | Hai Quan            | 8   | 6 | 3 | 2 | 1 | 14 | 7  | +7   |
| 2    | Cang Hai Phong      | 6   | 6 | 2 | 2 | 2 | 7  | 5  | +2   |
| 3    | Tông Cuc Düòng Sát  | 6   | 6 | 2 | 2 | 2 | 8  | 7  | +1   |
| 4    | Cong An Ho Chi Minh | 4   | 6 | 1 | 2 | 3 | 10 | 20 | -10  |

| Rang | Équipe               | Pts | J | G | N | P | Bp | Bc | Diff |
| ---- | -------------------- | --- | - | - | - | - | -- | -- | ---- |
| 1    | Câu Lac Bô Quân DôiT | 9   | 6 | 4 | 1 | 1 | 15 | 7  | +8   |
| 2    | Cang Sai Gon         | 9   | 6 | 4 | 1 | 1 | 11 | 5  | +6   |
| 3    | CNXD Hai Noi         | 4   | 6 | 1 | 2 | 3 | 7  | 12 | -5   |
| 4    | Phong Khong          | 2   | 6 | 1 | 0 | 5 | 9  | 18 | -9   |

### Troisième phase

#### Finale nationale
| Équipe 1            | Résultat | Équipe 2 |
| ------------------- | -------- | -------- |
| Câu Lac Bô Quân Dôi | 2 - 1    | Hai Quan |

#### Barrage de relégation
| Équipe 1 | Résultat | Équipe 2 |
| -------- | -------- | -------- |
| Quan Khu | 3 - 0    | Tay Ninh |

## Bilan de la saison
| Championnat du Viêt Nam de football 1982-1983                        |                                |
| Champion                                                             | Câu Lac Bô Quân Dôi (2e titre) |
| Promotions et relégations                                            |                                |
| Promus en V-League                                                   | Quang Nam Da Nang              |
| Promus en V-League                                                   | Det Nam Dinh                   |
| Relégués en Championnat du Viêt Nam de football de deuxième division | Tay Ninh                       |